# Ripple River
Ripple River – rzeka w kanadyjskiej prowincji Manitoba. Jej długość wynosi około 35 kilometrów. Uchodzi do jeziora Split Lake w pobliżu York Landing. Przy ujściu znajdują się wodospady o wysokości o wysokości około 5 metrów.